# مزرعه حاجی‌آباد (کازرون)
مزرعه حاجی‌آباد یک روستا در ایران است که در دهستان جره (کازرون) واقع شده‌است. مزرعه حاجی‌آباد ۳۱ نفر جمعیت دارد.